# Notoxus
Notoxus là một chi lớnbọ cánh cứng giống kiến trong họ Anthicidae. Chúng được ghi nhận có hơn 300 loài có mặt trên toàn thế giới.

## Các loài
- Notoxus anchora Hentz, 1827[4]
- Notoxus angustulus Krekich-Strassoldo, 1919
- Notoxus apicalis LeConte, 1852[4]
- Notoxus arizonensis Fall, 1916[4]
- Notoxus balteatus Casey, 1895[4]
- Notoxus beameri Chandler, 2004[4]
- Notoxus bifasciatus (LeConte, 1847)[4]
- Notoxus binotatus (Gebler, 1829)
- Notoxus bipunctatus Chevrolat, 1777[4]
- Notoxus blaisdelli Chandler, 1982[4]
- Notoxus brachycerus (Faldermann, 1837)
- Notoxus brevicornis Fall, 1916[4]
- Notoxus calcaratus Horn, 1884[4]
- Notoxus carrorum Chandler, 2004[4]
- Notoxus caudatus Fall, 1901[4]
- Notoxus cavicornis LeConte, 1851[4]
- Notoxus cavifrons La Ferté-Sénectère, 1849
- Notoxus cechovskyi Kejval, 1999
- Notoxus centralasiae Kejval, 1999
- Notoxus conformis LeConte, 1851[4]
- Notoxus decoloratus LaFerté-Sénectère, 1849[4]
- Notoxus denudatus Horn, 1884[4]
- Notoxus desertus Casey, 1895[4]
- Notoxus distortus Kejval, 2011[5]
- Notoxus doyeni Chandler, 1982[4]
- Notoxus eurycerus von Kiesenwetter, 1861
- Notoxus falli Chandler, 1982[4]
- Notoxus fenyesi Chandler, 1982[4]
- Notoxus filicornis Casey, 1895[4]
- Notoxus garuda Kejval, 2011[5]
- Notoxus gelidus Chandler, 1978[4]
- Notoxus golestanus Kejval, 1999
- Notoxus hageni Chandler, 1982[4]
- Notoxus haustrus Chandler, 1977[4]
- Notoxus hilaris Kejval, 2011[5]
- Notoxus hirsutus Champion, 1890[4]
- Notoxus hirtus La Ferté-Sénectère, 1849
- Notoxus impavidus Kejval, 2011[5]
- Notoxus inbasaliformis Kejval, 2011[5]
- Notoxus intermedius Fall, 1916[4]
- Notoxus iuvenis Kejval, 2011[5]
- Notoxus katthapa Kejval, 2011[5]
- Notoxus lancifer Olivier, 1811
- Notoxus lobicornis Reiche, 1864
- Notoxus lonai Bucciarelli, 1973
- Notoxus lustrellus Casey, 1895[4]
- Notoxus manitoba Chandler, 1982[4]
- Notoxus marginatus LeConte, 1852[4]
- Notoxus mauritanicus La Ferté-Sénectère, 1847
- Notoxus miles W. L. E. Schmidt, 1842
- Notoxus monoceros (Linnaeus, 1761)
- Notoxus monodon (Fabricius, 1801) (antlike flower beetle)
- Notoxus montanus Casey, 1895[4]
- Notoxus montivagus Kejval, 1999
- Notoxus murinipennis (J. E. LeConte, 1824)[4]
- Notoxus nevadensis Casey, 1895[4]
- Notoxus nuperus Horn, 1884[4]
- Notoxus pachodenba Kejval, 2011[5]
- Notoxus paradoxus Chandler, 1982[4]
- Notoxus photus Chandler, 1978[4]
- Notoxus pictus Casey, 1895[4]
- Notoxus pilati LaFerté-Sénectère, 1849[4]
- Notoxus planicornis LaFerté-Sénectère, 1849[4]
- Notoxus politus Chandler, 1982[4]
- Notoxus postictus Chandler, 1978[4]
- Notoxus quadrimaculatus Heyden, 1887
- Notoxus ravana Kejval, 2011[5]
- Notoxus robustus Casey, 1895[4]
- Notoxus rossi Chandler, 1982[4]
- Notoxus rubetorum Truqui, 1855
- Notoxus safraneki Kejval, 2011[5]
- Notoxus sareptanus Heberdey, 1936
- Notoxus schwarzi Horn, 1892[4]
- Notoxus seminole Chandler, 1982[4]
- Notoxus serratus (LeConte, 1847)[4]
- Notoxus siculus La Ferté-Sénectère, 1849
- Notoxus simulans Heberdey, 1935
- Notoxus sodalis Kejval, 2011[5]
- Notoxus sparsus LeConte, 1859[4]
- Notoxus spatulifer Casey, 1895[4]
- Notoxus strejceki Kejval, 1999
- Notoxus subtilis LeConte, 1852[4]
- Notoxus trifasciatus Rossi, 1792
- Notoxus werneri Chandler, 1982[4]
- Notoxus whartoni Chandler, 1982[4]
- Notoxus youngi Chandler, 1982[4]
- Notoxus zambalensis Telnov, 2012[6]

## Hình ảnh

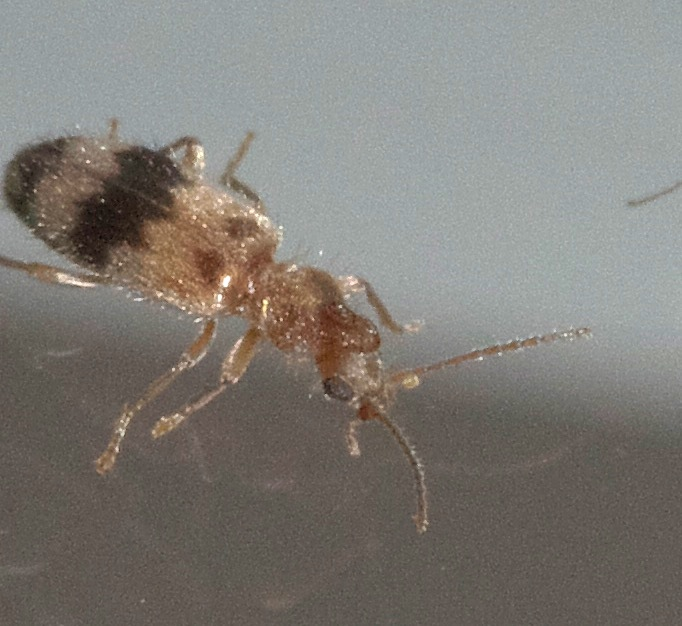
Notoxus calcaratus
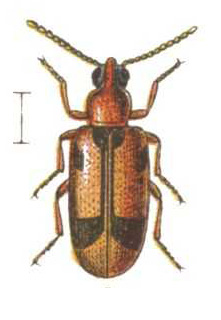
Notoxus monoceros